# Soh Wooi Yik
Dans ce nom, le nom de famille, Soh, précède le nom personnel.
Pour les articles homonymes, voir Soh.
Soh Wooi Yik est un joueur malaisien de badminton né le 17 février 1998 à Kuala Lumpur. Il a remporté avec Aaron Chia la médaille de bronze du double masculin aux Jeux olympiques d'été de 2020 à Tokyo.